# Orca (schip, 1954)
De Orca was een kraanschip en pijpenlegger dat in 1954 bij Kockums Mekaniska Verkstad als ertstanker Soya-Atlantic werd gebouwd voor AB Walltank.
In 1971 nam de Nederlandse Maatschappij voor Werken Buitengaats (Netherlands Offshore Company, NOC) het schip over en liet het ombouwen tot kraanschip en pijpenlegger bij Boele in Bolnes, dat eerder al de Challenger had omgebouwd tot kraanschip. Het schip werd verbreed om zo de stabiliteit te verbeteren en uitgerust met tien ankerlieren. Er werd een kraan geplaatst van 800 shortton van IHC Gusto. Het schip werd op 8 juni 1972 opgeleverd en omgedoopt naar Orca.
De positie van de kraan op het achterschip met daarachter de accommodatie maakte het onmogelijk om een zware hijs uit te voeren over het achterschip, wat de toepassingen beperkte, aangezien dwarsscheepse stabiliteit bij schepen kleiner is dan langsscheepse stabiliteit.
In 1979 werd overeengekomen dat McDermott via Oceanic Contractors het materiaal van NOC overnam. McDermott bracht de Orca in bij de joint-venture Construcciones Maritimas Mexicanas met Protexa dat het schip in 1981 overnam en in 1983 omdoopte naar Mixteco. In 2009 werd het schip opgelegd en in 2010 gesloopt.